# Urena sinuata
Urena sinuata, popularmente conhecido como carapicu, é um arbusto da família das malváceas. Possui propriedades febrífugas. As flores são rosas, pequenas, solitárias e, geralmente, axilares. O fruto é uma cápsula com espinhos, que adere às roupas e que contém sementes lisas e arredondadas.